# Toroczkai László
Toroczkai László (született Tóth, Szeged, 1978. március 10. –) magyar politikus, pártelnök, országgyűlési képviselő, a Mi Hazánk Mozgalom alapító elnöke, országgyűlési frakcióvezetője. 2022 októberétől az Európa Tanács Parlamenti Közgyűlésének tagja, a közgyűlés Migrációs, Menekültekkel és Kitelepített Személyekkel Foglalkozó Bizottságának tagja, az Interparlamentáris Unió Magyar Nemzeti Csoportja alelnöke., a Hatvannégy Vármegye Ifjúsági Mozgalom (2001) és a Hunnia (2007) radikális mozgalmak egyik alapítója. 2013 és 2022 között Ásotthalom polgármestere, 2010-től 2022-ig a Csongrád megyei közgyűlés tagja.

## Származása
Édesapja a szegedi születésű dr. Tóth László ügyvéd, aki 1998 és 2002 között a szegedi önkormányzat képviselője és az 1990-es évek közepétől a Magyar Igazság és Élet Pártja (MIÉP) szegedi elnöke volt.
Anyai ági felmenőit az erdélyi Torockóról és Kolozsvárról, apai nagyapja családját a vajdasági (bácskai) Zomborból és Hódságból telepítették ki. Egyik dédapja Tutsek Gusztáv Vazul, az 1956-os forradalom utáni perek hírhedt vérbírója volt, aki több tucat forradalmárt ítélt halálra, többek között Wittner Máriát is. Tutsek az 1930-as években elvált Toroczkai dédanyjától, Szomora Margittól, és megtagadta gyermekeit.
Szintén rokona volt a konzervatív közönség körében a huszadik század első felében népszerű Tutsek Anna írónő, akinek szerzőtársa volt Mikszáth Kálmán sógornője, Mauks Kornélia is, akit halálakor ő búcsúztatott az irodalom nevében. Ükapja, Tutsek Sándor 1906 és 1910 között országgyűlési képviselő volt a Függetlenségi és 48-as Párt színeiben. Ükanyja pedig székelyföldvári Szilágyi Izabella.

## Családja
Három gyermeke van. Második felesége moldvai román származású volt; 2017-ben elvált tőle.

## Tanulmányai
1996-ban érettségizett a szegedi Radnóti Miklós Kísérleti Gimnáziumban, majd 1997-ben elkezdte a József Attila Tudományegyetem kihelyezett tagozatán a kommunikáció szakot, diplomát azonban nem szerzett. Gyermekkorában tíz éven keresztül versenyszerűen sportolt; előbb kajakozott, majd később kenuzott. 1990-ben kenu négyesben diákolimpiát nyert.

## Politikai tevékenysége

### MIÉP
Politikai tevékenységét a MIÉP-ben kezdte, 1996-ban. Először az ifjúsági tagozatban politizált, 1998-ban országgyűlési képviselőjelölt volt, majd az év nyarától a MIÉP parlamenti tudósítója. A pártból 2000-ben kilépett.

### Függetlenként
2010–2014 között Csongrád megyei önkormányzati képviselő és a megyei közgyűlésben az Oktatási, Kulturális és Sport Bizottság alelnöke volt. Bár a Jobbik listáján jutott be az önkormányzatba, de a pártnak ekkor még nem volt tagja.
Ásotthalomban a 2013-ban megtartott időközi polgármester-választáson független jelöltként indult, melyen 71,5%-os eredménnyel polgármesterré választották.

### Jobbik
A 2014-es önkormányzati választáson egyedüli jelöltként indulva ismételten megválasztották Ásotthalom polgármesterének, és a Jobbik megyei listavezetőjeként újra mandátumot szerzett a Csongrád Megyei Közgyűlésben. Polgármesterként először az illegális migráció, az „újkori népvándorlás” megállítását célzó védelem megszervezéséhez fogott hozzá, amelyet sokan a személyes hóbortjának tartottak. 2015 elején, bár sokáig ellenezte a gondolatot, az ő ötleteként került bele a magyar közbeszédbe először a Magyarország déli határain felépítendő kerítés gondolata.
2016-ban Vona Gábor felkérését elfogadva a Jobbik alelnökjelöltje, majd – a kongresszus általi megválasztása után – a Jobbik alelnöke lett.
2018. április 8-án Vona Gábor lemondott a Jobbik elnöki posztjáról. A megüresedett helyért a Toroczkai (elnök) – Dúró Dóra (elnökhelyettes) páros mellett a Sneider Tamás – Gyöngyösi Márton kettős indult. Toroczkai az elnökválasztást 54/46 arányban elvesztette.

### Mi Hazánk Mozgalom
A Jobbik vezetőivel való hónapokig elhúzódó konfliktus után 2018. június 8-án kizárták a pártból. Ezután (Dúró Dórával és Novák Előddel együtt) megalapította a Mi Hazánk Mozgalom nevű politikai szervezetet, amely 2018. június 23-i döntése értelmében párttá alakult. Toroczkai László – ügyvivő elnöki – vezetésével 2018. augusztus 20-án Budapesten kihirdették a Mi Hazánk Mozgalom Alapító Nyilatkozatát. 2018. augusztus 21-én bejelentették, hogy megtörtént a Mi Hazánk Mozgalom pártként történő, jogerős nyilvántartásba vétele is.
2019. február 27-én mutatta be a Mi Hazánk az EP-választási jelöltlistáját, amelynek listavezetője Toroczkai László volt.
A Mi Hazánk Mozgalom listája ezt követően 3,29%-ot ért el, 114 156 db szavazatot kapott, amely nem eredményezett mandátumot Toroczkai László számára.
A 2019-es európai parlamenti választás kampánya alatt a Facebook törölte Toroczkai László 207 ezer követővel rendelkező hivatalos Facebook-oldalát.
2020. április 29-én Toroczkai bejelentette, hogy 100 millió Ft-os kártérítésért pert indított a Facebook ellen, mivel a cég a 2019-as európai parlamenti választás hajrájában törölte 207 ezer ember által követett Facebook- és Instagram-fiókját, egyben megsértve jó hírnevét azzal, hogy őt “veszélyes személynek” nyilvánították. 2024. november 30-án bejelentette a Facebookon, hogy visszatérhetett rá, azonban újraregisztrált oldalát nyolc nap után ismét törölte a Meta.
A 2019. évi önkormányzati választáson a Mi Hazánk, a MIÉP és az FKgP közös jelöltjeként az általa 2013 óta polgármesterként vezetett Ásotthalom településen két független jelölt mellett ismét polgármester-jelöltként, valamint a Mi Hazánk Mozgalom listavezetőjeként a Csongrád-Csanád megyei közgyűlés képviselőjelöltjeként is indult. 
Mindkét mandátumot elnyerte: Ásotthalomban 68,42%-os eredménnyel választották ismét polgármesterré, a Csongrád-Csanád megyei közgyűlésben pedig a Mi Hazánk listájáról 9,06% eredménnyel, másodmagával szerzett mandátumot (Dorogi György társaságában).
A Mi Hazánk Mozgalom 2020. augusztus 22-ei tisztújító kongresszusán 2 évre újraválasztották a párt elnökévé.
2021. márciusában bejelentette, hogy a Mi Hazánk Mozgalom a 2022-es országgyűlési választáson mind a 106 egyéni választókerületekben indít saját jelölteket, és ő lesz a Mi Hazánk miniszterelnök-jelöltje.

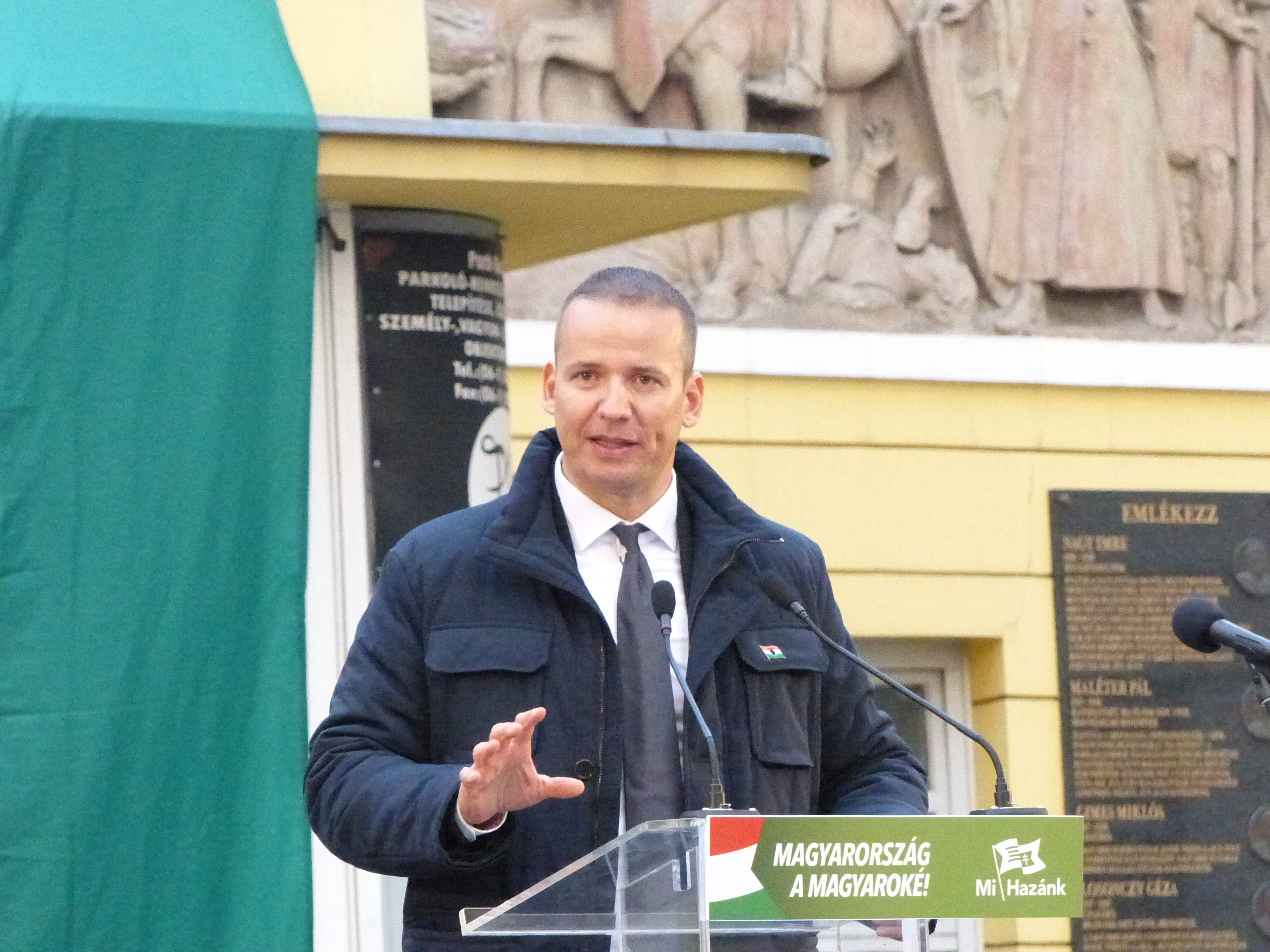
Toroczkai László a Corvin közben (4)

A 2022-es magyarországi országgyűlési választáson a Nemzeti Választási Bizottság 6 mandátumot eredményező, 6,45 %-os végleges eredményt állapított meg, így a Mi Hazánk listavezetőjeként országgyűlési képviselői mandátumot szerzett. Országgyűlési képviselői mandátumának megszerzését követően Csongrád megyei közgyűlési tagságáról lemondott.
A 2024-es európai parlamenti választáson ő vezette a párt EP-listáját, mögötte Dúró Dóra állt a második helyen, de mindketten előre jelezték, hogy nem kívánják felvenni a megszerzett mandátumukat.
Toroczkai ennek megfelelően 2024. június 14-én a Nemzeti Választási Bizottságnak (NVB) benyújtott írásbeli nyilatkozatában le is mondott mandátumáról, a megüresedett európai parlamenti képviselői mandátumot az NVB dr. Borvendég Zsuzsanna részére adta ki.

### Az Országgyűlésben

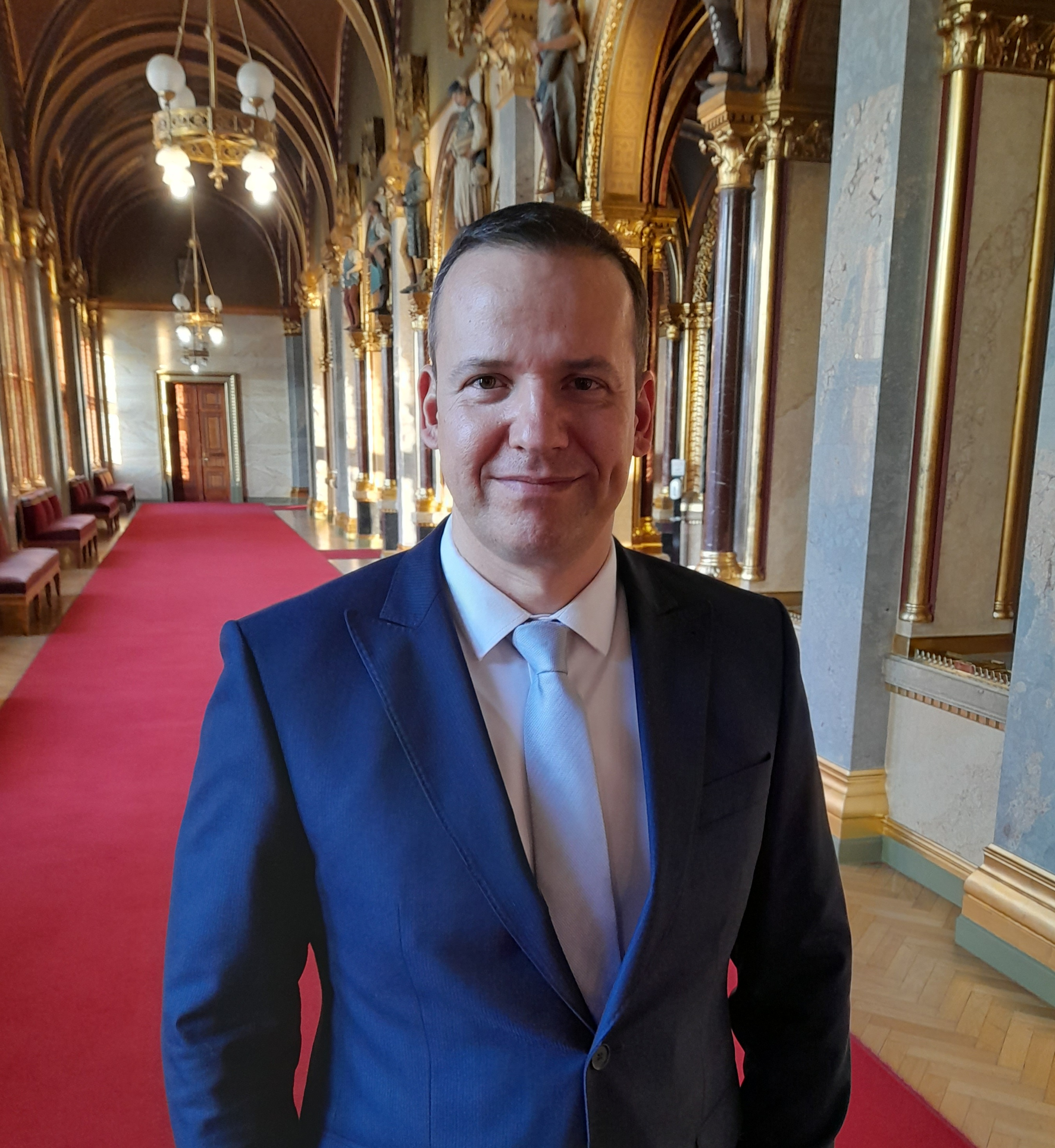
Mi Hazánk Mozgalom frakcióvezető

A 2022-es magyarországi országgyűlési választáson a Mi Hazánk Mozgalom országos listájának 1. helyéről országgyűlési képviselői mandátumot szerzett.
2022. április 27-én megalakult a Mi Hazánk országgyűlési képviselőcsoportja, amelyben a Mi Hazánk frakcióvezetőjévé választották.
Az Országgyűlés 2022. május 2-i alakuló ülésén hivatalosan is bejelentették a Mi Hazánk országgyűlési képviselőcsoportjának megalakulását, amelynek vezetője Toroczkai László, aki így az Országgyűlés Házbizottságának tagja is lett.
2022. július 4-től az Interparlamentáris Unió Magyar Nemzeti Csoportja alelnöke.

## Írói, újságírói tevékenysége
1997-től a MIÉP-közeli Magyar Fórum munkatársa volt (ekkor kezdte meg tanulmányait a József Attila Tudományegyetem kommunikáció szakának levelező tagozatán). Az 1999-ben Jugoszláviát ért NATO-támadás idején Vajdaságban tartózkodott, a Magyar Fórum délvidéki tudósítójaként. 1998-ban, 1999-ben és 2000-ben hosszabb-rövidebb ideig Koszovóban tevékenykedett.
1999-től kezdve éveken át a Magyar Rádió Vasárnapi Újság című műsorának szerkesztő-riportere, 2002-től a Kanadában megjelenő Magyar Jelen című hetilap főszerkesztője, magyarországi kiadója.
2003-2009 között számos írása jelent meg a Kárpátia Műhely Lapkiadó Bt. kiadásában megjelenő, "Karpatia" című, politika, történelmi, művészettörténeti havilapban.
2006-ban publikálta Vármegyés a véres úton című, főleg önéletrajzi jellegű, illetve tevékenységét bemutató kötetét, amelynek második, javított kiadása 2006-ban készült el.
2007 februárjától az ismét – Magyarországon és Kanadában is – megjelenő Magyar Jelen című lap főszerkesztője volt 2013-ig, amely nyomtatott formában akkor megszűnt.
2007-ben és 2008-ban a "Leleplező" című, "országkrónika könyvújság", "negyedévi ténymagazin" lapszámaiban jelentek meg írásai.

## Pártpolitikán kívüli politikai tevékenysége
A MIÉP-től való eltávolodása után 2001-ben megalapította a Hatvannégy Vármegye Ifjúsági Mozgalmat (röviden: HVIM), amelynek amelynek 2006-ig volt elnöke. A HVIM 2001 és 2013 között minden évben megrendezte a Magyar Sziget nevű kulturális-zenei ifjúsági fesztivált Verőcén. 2014-től a velencei Drótszamár kemping ad helyet a rendezvénynek.
Toroczkai a magyar és más államok hatóságaival is többször került konfliktusba, kitiltották 5 évre Szlovákiából, 1 évre Szerbiából és 3 hónapra Romániából, valamint Kanadából.
Személye 2006 szeptemberében került a figyelem középpontjába, amikor az MTV-székház ostromakor a tüntetőket a budapesti Kossuth térről a Szabadság térre vezette.
2004 októberében Toroczkai és néhány társa a vajdasági Palicson verekedésbe keveredett egy hétfős, szerbekből álló társasággal, akik – nemzetiségi alapon – belekötöttek a HVIM vezetőjébe. A szerb támadók közül ketten könnyebb sérüléseket szenvedtek, emiatt Toroczkait őrizetbe vették, majd gyorsított eljárásban pénzbüntetésre ítélték, és egy évre kitiltották Szerbiából.
2006 szeptemberében Toroczkai tüntetést jelentett be az ismeretlenek által megvert felvidéki magyar lány, Malina Hedvig melletti szolidaritásból, ám a demonstrációt a szlovák kormány nyomására a rendőrség betiltotta, s a pozsonyi szlovák belügyminisztérium előtt egyedül megjelenő Toroczkait őrizetbe vették, majd 5 évre kitiltották Szlovákiából.
2008. május 10-én Toroczkait Szerbiában a rendőrség közvetlen közelében öten megverték, majd két évre kitiltották az országból. Május 9-én a Magozott Cseresznye zenekarral Szabadkára tartott, ahol a HVIM kampányzáró rendezvényén vettek volna részt. A szerb határőrök azonban indoklás nélkül visszafordították őket, mire Toroczkai Románia felől egy másik határátkelőnél próbálkozott, ahol beengedték. Szabadkára érve beszédet tartott mintegy 150 fiatal előtt, majd 10-én hajnali 4 órakor hazafelé indult. Egy fekete autó követte őket, amely – mint később a rendszámból kiderült – a támadóiké volt. Egy gyorsétteremnél megállt reggelizni, ahol öt szerb férfi kirángatta kocsijából, leütötte, majd a földön rugdosni kezdte. Toroczkai agyrázkódást kapott, egy foga kitört és egy bordája elrepedt. Segítségére sietett két szegedi HVIM-tag, ők könnyebb sebesüléseket szereztek. Toroczkait mentővel szállították a szabadkai kórházba, ahol hármójukat őrizetbe vették. A kihallgatások délután 1 óráig tartottak. Miután a megkerült támadókat elengedték, Toroczkait és a két szegedi HVIM-tagot 2 évre kitiltották Szerbiából. A magyar konzulátus nem kapott információkat az esetről.
2008. június 9-én kanadai magyarok meghívásának eleget téve érkezett a torontói repülőtérre, ahol három rendőr közvetlenül leszállás után őrizetbe vette. Majd az ötórás kihallgatást követően felajánlották neki, hogy önként hagyja el az országot, ellenkező esetben eljárást indítanak ellene.
2009. április 8-án előadást tartott volna Szatmárnémetiben, azonban a Méhkerék–nagyszalontai határátkelőnél a román határőrség nem engedte belépni Románia területére. A kitiltás okát és időtartamát nem közölték.
2010 júniusában a Budapesti VI. és VII. Kerületi Ügyészség gyülekezési szabadság joga megsértésének előkészülete miatt emelt vádat Toroczkai ellen egy 2009-es írása miatt, amelyben a melegfelvonulás megakadályozásáról írt. Emiatt a Fővárosi Bíróság 2011 októberében a gyülekezési szabadság megsértésének vétségében jogerősen elítélte, Toroczkait 2 év próbára bocsátották.
2011. október 23-án felszólalt a Pax Hungarica nevű hungarista szervezet Corvin közben tartott megemlékezésén.
2012 januárjában a Kúria jogerős - közbenső - ítéletet hozott, miszerint Toroczkai László felelős a 2006 őszi MTV-ostrom során a rendőrségi eszközökben okozott károkért, amelyek a BRFK szerint 10 millió forintra rúgtak. Azonban a Fővárosi Törvényszék 2013. január 7-én kihirdetett ítéletével harmadszor is elutasította a Budapesti Rendőr-főkapitányság (BRFK) Toroczkai Lászlóval szembeni keresetét.
2012. március 15-én Toroczkai több száz híve élén bement az IMF irodájának is helyet adó Bank Center épületébe, ahol petíciót kívánt átadni az IMF vezetőinek. Eközben a mögötte álló ismeretlenek petárdákat robbantottak, majd távoztak. Toroczkait a rendőrség kényszerítés bűntettének kísérletével gyanúsította meg, majd 2014-ben vádat emeltek ellene. A bíróság bűnösnek találta Toroczkait kétrendbeli kényszerítés bűntettének kísérletében és 400 ezer forint pénzbüntetésre ítélte.